# Elektromagnetischer Feldstärketensor
Der elektromagnetische Feldstärketensor (auch Faraday-Tensor oder einfach Feldstärketensor) ist eine physikalische Größe, die in der Elektrodynamik das elektromagnetische Feld als Feld in der Raumzeit beschreibt. Er wurde 1908 von Hermann Minkowski im Rahmen der Relativitätstheorie eingeführt.
Die aus Physik und Technik bekannten vektoriellen Feldgrößen wie elektrische und magnetische Feldstärke lassen sich aus dem Feldstärketensor ableiten.
Die Bezeichnung Tensor für die Art dieser Größe ist eine Abkürzung, tatsächlich ist es ein Tensorfeld, also ein von Punkt zu Punkt variierender Tensor.

## Definition
Der elektromagnetische Feldstärketensor ist gewöhnlich definiert durch das Vektorpotential:
{\displaystyle \,F^{\mu \nu }=\partial ^{\mu }A^{\nu }-\partial ^{\nu }A^{\mu }}
z. B. mit dem klassischen Vektorpotential
{\displaystyle A^{\mu }=\left({\frac {\phi }{c}},{\vec {A}}\right)}
Diese Definition ist auch für die Quantenelektrodynamik gültig. Dort ist einfach nur das Vektorpotential operatorwertig. Es ist ein Spezialfall der Feldstärketensor-Definition einer allgemeinen Eichtheorie.

## Eigenschaften und Formeln
Der Feldstärketensor besitzt folgende Eigenschaften:
- {\displaystyle F^{\mu \nu }} ist antisymmetrisch: {\displaystyle F^{\mu \nu }=-F^{\nu \mu }}
- Daher verschwindet die Spur: {\displaystyle F^{\mu \mu }=0}
- Aufgrund der Antisymmetrie sind nur 6 der 16 Komponenten unabhängig

Hier einige häufig auftretenden Kontraktionen:
In der Lagrangedichte tritt dieser Lorentz-invariante Term auf:
{\displaystyle F_{\alpha \beta }F^{\alpha \beta }=\ 2\left(B^{2}-{\frac {E^{2}}{c^{2}}}\right)}
Von Interesse ist auch die mit dem Levi-Civita-Symbol gebildete, pseudoskalare Invariante:
{\displaystyle \varepsilon _{\alpha \beta \gamma \delta }F^{\alpha \beta }F^{\gamma \delta }=-{\frac {8}{c}}\left({\vec {B}}\cdot {\vec {E}}\right)}
Mit der Konvention {\displaystyle \ \varepsilon _{0123}=-1}.
In einigen Rechnungen kommt auch diese Größe vor:
{\displaystyle \det \left(F\right)={\frac {1}{c^{2}}}\left({\vec {B}}\cdot {\vec {E}}\right)^{2}}
Der Energie-Impuls-Tensor {\displaystyle T^{\,\mu \nu }} der allgemeinen Relativitätstheorie für das elektromagnetische Feld wird aus {\displaystyle F^{\,\alpha \beta }} gebildet:
{\displaystyle T^{\alpha \beta }=F^{\alpha \gamma }F_{\gamma }^{\;\;\beta }-{\frac {1}{4}}g^{\alpha \beta }F_{\mu \nu }F^{\nu \mu }}

## Darstellung als Matrix
Die Matrixdarstellung des Feldstärketensors ist koordinatenabhängig. In einer flachen Raumzeit (also mit Minkowski-Metrik) und kartesischen Koordinaten kann der kontravariante Feldstärketensor geschrieben werden als:
{\displaystyle F^{\mu \nu }=\left({\begin{matrix}0&-E_{x}/c&-E_{y}/c&-E_{z}/c\\E_{x}/c&0&-B_{z}&B_{y}\\E_{y}/c&B_{z}&0&-B_{x}\\E_{z}/c&-B_{y}&B_{x}&0\\\end{matrix}}\right)}
(Diese Matrix wird gelegentlich ebenfalls kurz als Tensor bezeichnet, ist aber nicht der Tensor selbst). Die kovariante Form der Matrixdarstellung des Tensors lautet bei Verwendung der Signatur (+,−,−,−) entsprechend
{\displaystyle F_{\mu \nu }=\left({\begin{matrix}0&E_{x}/c&E_{y}/c&E_{z}/c\\-E_{x}/c&0&-B_{z}&B_{y}\\-E_{y}/c&B_{z}&0&-B_{x}\\-E_{z}/c&-B_{y}&B_{x}&0\\\end{matrix}}\right)=\left(\eta _{\mu \alpha }F^{\alpha \beta }\eta _{\beta \nu }\right)~.}

### Inhomogene Maxwellgleichungen in kompakter Formulierung
Es ist gebräuchlich, auch den dualen elektromagnetischen Feldstärketensor zu definieren:
{\displaystyle {\tilde {F}}^{\mu \nu }:={\frac {1}{2}}\,\varepsilon ^{\mu \nu \alpha \beta }\,F_{\alpha \beta }\quad \Rightarrow \quad {\tilde {F}}^{\mu \nu }=\left({\begin{matrix}0&-B_{x}&-B_{y}&-B_{z}\\B_{x}&0&E_{z}/c&-E_{y}/c\\B_{y}&-E_{z}/c&0&E_{x}/c\\B_{z}&E_{y}/c&-E_{x}/c&0\\\end{matrix}}\right)}
wobei {\displaystyle \,F_{\alpha \beta }} der kovariante Feldstärketensor ist.
Damit lassen sich sowohl die homogenen, als auch die inhomogenen Maxwellgleichungen kompakt aufschreiben:
{\displaystyle \partial _{\mu }F^{\mu \nu }=\mu _{0}j^{\nu }\qquad \partial _{\mu }{\tilde {F}}^{\mu \nu }=0}
wobei der folgende Viererstrom verwendet wurde:
{\displaystyle j^{\mu }=\left(c\rho ,{\vec {\jmath }}\right)}

## Begründung mit Hilfe der Lorentzkraft
Im Folgenden wird das Gaußsche CGS-System verwendet.
{\displaystyle F=q\left(E+{\frac {1}{c}}v\times B\right)}
Der Lorentzkraft ist die Relativitätstheorie bereits inne was im Folgenden klarer wird.
Mit 
{\displaystyle F={\frac {\mathrm {d} (mv)}{\mathrm {d} t}}}
folgt
{\displaystyle {\frac {\mathrm {d} }{\mathrm {d} t}}\left(mv\right)=q\left(E+{\frac {1}{c}}v\times B\right)}
Mit dem Differential der Zeit und der Lichtgeschwindigkeit multipliziert c\mathrm{d}t ergibt sich die Gestalt.
{\displaystyle \mathrm {d} (mcv)=q\left(Ec\,\mathrm {d} t+v\,\mathrm {d} t\times B\right)}
In Koordinatenschreibweise ergeben sich daraus drei Gleichungen.
{\displaystyle {\begin{matrix}&\mathrm {d} (mcv_{x})&=q(E_{x}c\,\mathrm {d} t+B_{z}v_{y}\,\mathrm {d} t-B_{y}v_{z}\,\mathrm {d} t)\\&\mathrm {d} (mcv_{y})&=q(E_{y}c\,\mathrm {d} t+B_{x}v_{z}\,\mathrm {d} t-B_{z}v_{x}\,\mathrm {d} t)\\&\mathrm {d} (mcv_{z})&=q(E_{z}c\,\mathrm {d} t+B_{y}v_{x}\,\mathrm {d} t-B_{x}v_{y}\,\mathrm {d} t)\end{matrix}}}
Wechseln wir zur Koordinatenschreibweise der speziellen Relativitätstheorie mit den kontravarianten Komponenten 
{\displaystyle (x^{0},x^{1},x^{2},x^{3})=(ct,x,y,z)}
{\displaystyle c\mathrm {d} t=\mathrm {d} x^{0}\quad v^{i}\mathrm {d} t=\mathrm {d} x^{i}\quad i=(1,2,3)}
{\displaystyle {\begin{matrix}&\mathrm {d} (mcv_{x})&=q(E_{x}\mathrm {d} x^{0}+B_{z}\mathrm {d} x^{2}-B_{y}\mathrm {d} x^{3})\\&\mathrm {d} (mcv_{y})&=q(E_{y}\mathrm {d} x^{0}+B_{x}\mathrm {d} x^{3}-B_{z}\mathrm {d} x^{1})\\&\mathrm {d} (mcv_{z})&=q(E_{z}\mathrm {d} x^{0}+B_{y}\mathrm {d} x^{1}-B_{x}\mathrm {d} x^{2})\end{matrix}}}
Diese drei Gleichungen drücken den Impuls des Teilchens (multipliziert mit der Lichtgeschwindigkeit c) in Abhängigkeit vom elektromagnetischen Feld und der vier Raumzeit-Koordinaten 
{\displaystyle (x^{0},x^{1},x^{2},x^{3})} aus. Die Impulse auf der linken Seite sind die zu den drei Ortskoordinaten {\displaystyle x^{1},x^{2},x^{3}} kanonisch konjugierten Variablen. Da die Koordinate {\displaystyle x^{0}}  die Zeit in der Relativitätstheorie repräsentiert und die zur Zeit konjugierte Variable die Energie ist, können wir das Gleichungssystem um eine weitere Gleichung ergänzen, dem Differential der Teilchenenergie. Dabei gilt zu beachten das nur das elektrische Feld Arbeit am Teilchen leistet.
{\displaystyle \mathrm {d} W=qE\mathrm {d} x\quad \mathrm {d} x=(\mathrm {d} x^{1},\mathrm {d} x^{2},\mathrm {d} x^{3})}
{\displaystyle \mathrm {d} (mc^{2})=q(E_{x}\mathrm {d} x^{1}+E_{y}\mathrm {d} x^{2}+E_{z}\mathrm {d} x^{3})}
{\displaystyle {\begin{matrix}&\mathrm {d} (mc^{2})&=q(E_{x}\mathrm {d} x^{1}+E_{y}\mathrm {d} x^{2}+E_{z}\mathrm {d} x^{3})\\&\mathrm {d} (mcv_{x})&=q(E_{x}\mathrm {d} x^{0}+B_{z}\mathrm {d} x^{2}-B_{y}\mathrm {d} x^{3})\\&\mathrm {d} (mcv_{y})&=q(E_{y}\mathrm {d} x^{0}+B_{x}\mathrm {d} x^{3}-B_{z}\mathrm {d} x^{1})\\&\mathrm {d} (mcv_{z})&=q(E_{z}\mathrm {d} x^{0}+B_{y}\mathrm {d} x^{1}-B_{x}\mathrm {d} x^{2})\end{matrix}}}
Auf der linken Seite steht der Viererimpuls.
{\displaystyle {\begin{matrix}&\mathrm {d} p^{0}&=q(E_{x}\mathrm {d} x^{1}+E_{y}\mathrm {d} x^{2}+E_{z}\mathrm {d} x^{3})\\&\mathrm {d} p^{1}&=q(E_{x}\mathrm {d} x^{0}+B_{z}\mathrm {d} x^{2}-B_{y}\mathrm {d} x^{3})\\&\mathrm {d} p^{2}&=q(E_{y}\mathrm {d} x^{0}+B_{x}\mathrm {d} x^{3}-B_{z}\mathrm {d} x^{1})\\&\mathrm {d} p^{3}&=q(E_{z}\mathrm {d} x^{0}+B_{y}\mathrm {d} x^{1}-B_{x}\mathrm {d} x^{2})\end{matrix}}}
Wir wechseln in die kovariante Darstellung des Viererimpulses und sortieren nach den Komponenten der Koordinaten.
{\displaystyle \mathrm {d} p_{0}=-\mathrm {d} p^{0}\quad \mathrm {d} p_{i}=\mathrm {d} p^{i}\quad i=(1,2,3)}
{\displaystyle {\begin{matrix}&\mathrm {d} p_{0}&=q(0-E_{x}\mathrm {d} x^{1}-E_{y}\mathrm {d} x^{2}-E_{z}\mathrm {d} x^{3})\\&\mathrm {d} p_{1}&=q(E_{x}\mathrm {d} x^{0}+0+B_{z}\mathrm {d} x^{2}-B_{y}\mathrm {d} x^{3})\\&\mathrm {d} p_{2}&=q(E_{y}\mathrm {d} x^{0}-B_{z}\mathrm {d} x^{1}+0+B_{x}\mathrm {d} x^{3})\\&\mathrm {d} p_{3}&=q(E_{z}\mathrm {d} x^{0}+B_{y}\mathrm {d} x^{1}-B_{x}\mathrm {d} x^{2}+0)\end{matrix}}}
Nun erkennt man den Charakter der linearen Abbildung. Das Produkt der Feldkomponenten mit den Koordinatenkomponenten lässt sich elegant in der Matrixschreibweise darstellen.
{\displaystyle \left({\begin{matrix}\mathrm {d} p_{0}\\\mathrm {d} p_{1}\\\mathrm {d} p_{2}\\\mathrm {d} p_{3}\end{matrix}}\right)=q\left({\begin{matrix}0&-E_{x}&-E_{y}&-E_{z}\\E_{x}&0&+B_{z}&-B_{y}\\E_{y}&-B_{z}&0&+B_{x}\\E_{z}&+B_{y}&-B_{x}&0\end{matrix}}\right)\left({\begin{matrix}\mathrm {d} x^{0}\\\mathrm {d} x^{1}\\\mathrm {d} x^{2}\\\mathrm {d} x^{3}\end{matrix}}\right)}
Woraus der elektromagnetische Feldstärketensor folgt
{\displaystyle F_{\mu \nu }=\left({\begin{matrix}0&-E_{x}&-E_{y}&-E_{z}\\E_{x}&0&+B_{z}&-B_{y}\\E_{y}&-B_{z}&0&+B_{x}\\E_{z}&+B_{y}&-B_{x}&0\end{matrix}}\right)}

{\displaystyle p_{\mu }=qF_{\mu \nu }x^{\nu }}
Hier gilt zu beachten, dass aufgrund der Herleitung mit Hilfe der Lorentzkraft die Signatur {\displaystyle (-,+,+,+)} gilt. Für die Signatur {\displaystyle (+,-,-,-)} muss lediglich mit {\displaystyle -1} multipliziert werden.

## Darstellung in Differentialformschreibweise
Der Feldstärketensor {\displaystyle F} ist eine Differentialform zweiter Stufe auf der Raumzeit.
Die Maxwell-Gleichungen lauten in Differentialformschreibweise
{\displaystyle \ast \mathrm {d} F=j_{\mathrm {mag} }}
und
{\displaystyle \ast \mathrm {d} \ast \mathrm {F} =j}
mit der magnetischen Stromdichte {\displaystyle j_{\mathrm {mag} }} und der elektrischen Stromdichte {\displaystyle j}, beide als 1-Formen wiederum auf der Raumzeit.
Da in der Regel von der Abwesenheit magnetischer Ladungen ausgegangen wird, ist {\displaystyle \mathrm {d} F=0}, und der Feldstärketensor kann somit als Ableitung {\displaystyle F=\mathrm {d} A} einer 1-Form {\displaystyle A} dargestellt werden.
{\displaystyle A} entspricht dem raumzeitlichen Vektorpotential. Bei Anwesenheit magnetischer Ladungen nimmt man ein weiteres Vektorpotential hinzu, dessen Quelle die magnetische Stromdichte ist.
Beispiel: Der Feldstärketensor einer ruhenden Punktladung {\displaystyle q} ist {\displaystyle F=-q\mathrm {d} t\land \mathrm {d} {\frac {1}{r}}} mit dem Abstand {\displaystyle r={\sqrt {x^{2}+y^{2}+z^{2}}}}. Eine entsprechende Lorentztransformation liefert den Feldstärketensor einer gleichförmig bewegten Ladung.
Die 4-Form {\displaystyle {\tfrac {1}{2}}F\land *F} ist die Lagrange-Dichte des elektromagnetischen Feldes.

## Ableitung der vektoriellen Feldgrößen
Relativ zur Bewegung eines Beobachters durch Raum und Zeit kann der Feldstärketensor in einen elektrischen und einen magnetischen Anteil zerlegt werden. Der Beobachter nimmt diese Anteile als elektrische beziehungsweise magnetische Feldstärke wahr. Unterschiedliche zueinander bewegte Beobachter können daher unterschiedliche elektrische oder magnetische Feldstärken wahrnehmen.
Beispiel: Wird in einem elektrischen Generator relativ zu einem „magnetischen“ Feld ein Draht bewegt, dann hat der Feldstärketensor bei Zerlegung relativ zur Drahtbewegung und somit aus Sicht der im Draht enthaltenen Elektronen auch einen elektrischen Anteil, der für die Induktion der elektrischen Spannung verantwortlich ist.
In flacher Raumzeit (Minkowski-Raum) lassen sich die Vektorfelder {\displaystyle {\vec {E}}} und {\displaystyle {\vec {B}}} aus der Koordinatendarstellung {\displaystyle F={\tfrac {1}{2}}F_{\mu \nu }\mathrm {d} x^{\mu }\land \mathrm {d} x^{\nu }} des Feldstärketensors ablesen:
man erhält die obige Matrixdarstellung.
Eine allgemeinere Beziehung ergibt sich aus der Zerlegung
{\displaystyle F=u\land E+\ast (u\land B)}, wo {\displaystyle u} einem zeitartigen und {\displaystyle E}, {\displaystyle B} raumartigen Vektorfeldern entsprechen.

## Auftreten in der Quantenelektrodynamik
Der Feldstärketensor tritt direkt in der QED-Lagrangedichte (hier ohne Eichfixierungsterme) auf:
{\displaystyle {\mathcal {L}}_{\mathrm {QED} }={\bar {\psi }}\left[i\gamma _{\mu }D^{\mu }-m\right]\psi -{\frac {1}{4}}F_{\mu \nu }F^{\mu \nu }}